# Somateria
Somateria és un gènere d'ocells de la subfamília dels mergins (Merginae), dins la família dels anàtids (Anatidae) que crien en la tundra holàrtica, i habiten la costa marina durant la migración a zones més meridionals. L'èider pot arribar en hivern, en petit nombre, als Països Catalans. El nom "Èider" es fa extensiu a la resta de membres d'aquest gènere, i també al proper Polysticta.

## Llista d'espècies
S'ha classificat aquest gènere en 3 espècies:
- Èider comú (Somateria mollissima).
- Èider d'ulleres (Somateria fischeri).
- Èider reial (Somateria spectabilis).